# Phineas en Ferbs Kerstvakantie
"Phineas en Ferbs Kerstvakantie" (originele titel "Phineas and Ferb's Christmas Vacation") is een speciale kerstaflevering van de animatieserie Phineas en Ferb. De special werd voor het eerst uitgezonden op 6 december 2009 op Disney Channel.

## Verhaal
Anders dan de rest van de serie speelt deze aflevering niet tijdens de zomervakantie maar de kerstvakantie. De aflevering begint dan ook met een aangepaste versie van de titelsong. Het is kerstavond en Lawrence en Linda zijn op het vliegveld om Laurence’s ouders op te halen. Phineas en Ferb zijn met enkel hun zus Candace thuis. Terwijl Candace zich druk maakt om het perfecte kerstcadeau voor Jeremy, besluiten Phineas en Ferb iets te maken om de kerstman te bedanken voor de cadeaus die hij elk jaar brengt. Ze maken een luxe stopplaats voor zijn arrenslee boven op het dak van hun huis en versieren de hele stad als een grote kerstkaart.
Ondertussen is Perry het vogelbekdier bij het kerstfeestje van de O.Z.E.C.A., totdat hij een noodoproep krijgt omdat Heinz Doofenshmirtz weer bezig is. Zoals altijd wordt hij door Doofenshmirtz gevangen bij het betreden van diens gebouw. Doofenshmirtz blijkt een Stoutinator te hebben gemaakt waarmee hij de kerstman kan doen denken dat heel Danville stout geweest is en dus geen cadeaus mag krijgen. Aanvankelijk twijfelt Doofenshmirtz of hij zijn machine wel gebruiken moet, daar hij geen hekel heeft aan kerst en niet zomaar een slecht plan wil uitvoeren zonder reden. Maar wanneer een opdringerige groep om vijgenpudding vragende zangers bij hem over de vloer komt, die maar "We wish you a merry Christmas" blijven zingen met de tekst "Ik wens je een vrolijk Kerstfeest, geef ons nu wat vijgenpudding, we gaan pas als we wat krijgen dus geef nu maar hier!", raakt hij dusdanig geïrriteerd dat hij de Stoutinator activeert.
Het plan lijkt te slagen want iedereen in Danville krijgt zijn brief aan de kerstman retour en de kerstsfeer verdwijnt uit de stad. Phineas en Ferb beginnen een actie om de kerstman te overtuigen dat de stad wel goed is geweest het afgelopen jaar. Twee elfen van de kerstman horen van de actie en komen naar Danville voor een nadere inspectie. Wanneer Doofenshmirtz de kerstcd die Perry had meegenomen opzet, zorgt het harde geluid van de muziek dat zijn stoutinator breekt. Het effect verdwijnt en de elfen concluderen dat Danville inderdaad onterecht als stout is bestempeld. Het is echter al te laat om de kerstman nog te informeren daar hij al met zijn reis rond de wereld begonnen is. Phineas en Ferb besluiten daarom met hulp van hun vriendengroep zelf de cadeaus voor Danville te gaan bezorgen. Ze bouwen hiervoor een eigen arrenslee. Ondertussen ontsnapt Perry en verslaat Doofenschmirtz door hem vast te zetten in zijn eigen val.
Na afloop van hun ronde door Danville ontdekken Phineas en Ferb dat de kerstman toch naar de stad gekomen is en nu gebruikmaakt van de door hen gebouwde rustplaats. Het blijkt dat hij nooit echt geloofd heeft dat heel Danville slecht was. Hij zei enkel dat hij niet zou komen om Phineas’ kerstwens in vervulling te laten gaan; zelf een keer zo mogen zijn als de kerstman. Hij neemt de rustplaats mee naar de Noordpool om er vaker van gebruik te kunnen maken. Candace besluit uiteindelijk haar ketting te verkopen om Jeremy de zilveren gitaar te geven die hij altijd al wilde. Jeremy verkoopt ondertussen zijn oude gitaar zodat hij voor Candace een paar oorbellen kan aanschaffen. Aan het eind van de aflevering komen Lawrence en Linda terug met Lawrence’s ouders en kan de hele familie aan hun kerstviering beginnen.

## Rolverdeling

### Amerika
- Vincent Martella - Phineas Flynn
- Ashley Tisdale - Candace Flynn
- Thomas Sangster - Ferb Fletcher
- Caroline Rhea - Linda
- Dan Povenmire - Dr. Heinz Doofenshmirtz
- Jeff "Swampy" Marsh - Majoor Francis Monogram
- Tyler Mann - Carl/Kees
- Dee Bradley Baker - Perry
- Bobby Gaylor - Buford
- Maulik Pancholy - Baljeet
- Mitchel Musso - Jeremy
- Alyson Stoner - Isabella
- Richard O'Brien - Vader
- Kelly Hu - Stacy

### Nederland
- Victor Peeters - Phineas Flynn
- Lizemijn Libgott - Candace Flynn
- Sander van der Poel - Ferb Fletcher
- Edna Kalb - Linda Flynn (Moeder)
- Bob van der Houven - Dr. Heinz Doofenshmirtz
- Rob van de Meeberg - Majoor Francis Monogram
- Marcel Veenendaal - Kees
- Dee Bradley Baker - Perry het vogelbekdier
- Daan Loenen - Buford
- Lizemijn Libgott - Baljeet Patel
- Sander van der Poel - Jeremy Johnson
- Vivian van Huiden - Isabella Garcia-Shapiro
- Fred Meijer - Lawrence Fletcher (Vader)
- Chantal van de Steeg - Stacy Hirano

## Productie

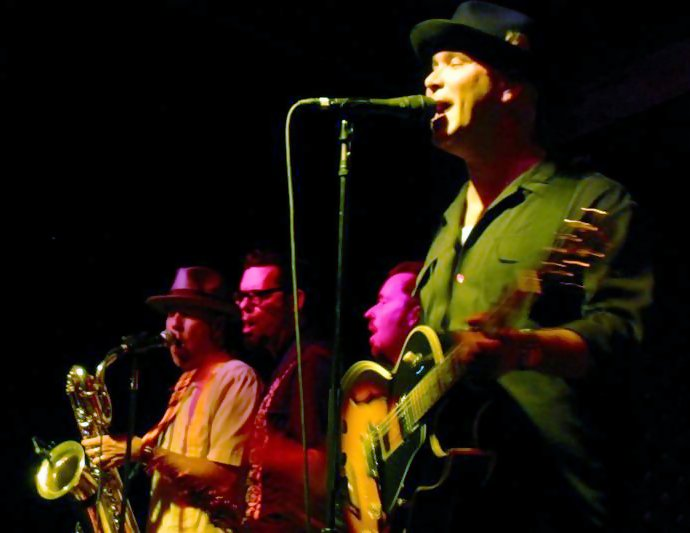
Big Bad Voodoo Daddy droeg bij aan de soundtrack van de aflevering.

Jeff "Swampy" Marsh en Dan Povenmire, de bedenkers van de serie, waren vanaf de eerste dag al van plan een kerstspecial te maken. In een interview met Orange County Register gaf Dan Povenmire aan trots te zijn op hoe de kerstspecial was geworden.
Het script van de aflevering is geschreven door Jon Colton Barry en Scott Peterson. De regie werd verzorgd door Zac Moncrief, die in 2009 werd genomineerd voor een Emmy Award voor zijn bijdrage aan de aflevering "The Monster of Phineas-n-Ferbenstein". Hij gaf aan te hopen dat de aflevering een kerstklassieker zou worden.
De aflevering bevat meerdere gastrollen waaronder
Clancy Brown, Malcolm McDowell, Jane Carr, Mathew Horne, en Bruce Mackinnon. Verder bevat de aflevering zeven nieuwe muzikale nummers van de band Big Bad Voodoo Daddy.